# Ingen kender dagen (album)
Ingen kender dagen er det sjette studiealbum af den danske rapper Clemens, der udkom på Universal Music den 26. marts 2012. Albummet debuterede album-hitlistens syttendeplads. Den 17. december 2012 genudgav Clemens albummet i en Platinum Edition, efter at have skiftet til pladeselskabet disco:wax. Efter udgivelsen gik albummet ind på en 37. plads, og den efterfølgende uge steg den til en 19. plads.
Ingen kender dagen har affødt hitsinglerne "Champion" (featuring Jon Nørgaard), "Byen sover" (featuring Julie Maria), "Ingen kender dagen" (featuring Sarah West), og "Tog det som en mand" (featuring Nastasia), der har modtaget enten guld eller platin.

## Spor
| 1.  | "Champion" (featuring Jon Nørgaard) | Clemens Telling, Jon Nørgaard                           | Björn Djüpström, Thomas Hinz                 | 4:39 |
| 2.  | "Har det godt" | Telling                                                 | Søren Mikkelsen, Clemens Telling, Nørgaard   | 4:00 |
| 3.  | "Byen sover" | Telling, Julie Maria                                    | Jon Ørom, Jules Wolfson, Mikkelsen, Nørgaard | 4:43 |
| 4.  | "Klip" | Telling                                                 | Simon Brenting                               | 4:28 |
| 5.  | "Et kort glimt" | Telling                                                 | Hinz                                         | 4:01 |
| 6.  | "Ingen kender dagen" (featuring Sarah West)                                                                                                   | Telling, Engelina Andrina                               | Ørom, Wolfson                                | 3:37 |
| 7.  | "Viva La Muerte" | Telling                                                 | Lawand Shakur                                | 5:03 |
| 8.  | "Du lever dit liv" | Telling                                                 | Shakur, Mikkelsen, Telling, Nørgaard         | 6:25 |
| 9.  | "Vi ejer natten" (Clemens, Hedegaard & Jon Nørgaard) (bonus track)                                                                            | Telling, Nørgaard                                       | Rasmus Hedegaard, Nørgaard, Telling          | 3:34 |
| 10. | "Fuck hvor er det fedt (at være hip hop'er)" (Kato featuring A'typisk, Gilli, Ataf, Mass Ebdrup, Kesi, Sivas & Clemens) (G-Mix) (bonus track) | Telling, A'typisk, Mass, Gilli, Kesi, Ataf, Sivas, Kato | Thomas Vittrup                               | 3:57 |
| 11. | "Ingen kender dagen" (featuring Sarah West) (Soft) (bonus track)                                                                              | Telling, Andrina                                        | Mikkelsen, Nørgaard                          | 3:28 |
| 12. | "Champion Pt. II" (featuring Jon Nørgaard) (bonus track)                                                                                      | Telling, Nørgaard                                       | Vittrup, Darwich                             | 3:27 |

| 1.  | "Tog det som en mand" (featuring Nastasia)                                                                              | Engelina Andrina, Szhirley Heim, Clemens Telling        | Nexus (også producer), Kay&Ndustry           | 3:37 |
| 2.  | "Champion" (featuring Jon Nørgaard)                                                                                     | Telling, Jon Nørgaard                                   | Björn Djüpström, Thomas Hinz                 | 4:35 |
| 3.  | "Har det godt" | Telling                                                 | Søren Mikkelsen, Telling, Nørgaard           | 3:59 |
| 4.  | "Byen sover" (featuring Julie Maria)                                                                                    | Julie Maria, Telling                                    | Jon Ørom, Jules Wolfson, Mikkelsen, Nørgaard | 4:43 |
| 5.  | "Klip" | Telling                                                 | Simon Brenting                               | 4:28 |
| 6.  | "Et kort glimt" | Telling                                                 | Hinz                                         | 4:01 |
| 7.  | "Ingen kender dagen" (featuring Sarah West)                                                                             | Andrina, Telling                                        | Ørom, Wolfson                                | 3:39 |
| 8.  | "Viva La Muerte" | Telling                                                 | Lawand Shakur                                | 5:03 |
| 9.  | "Du lever dit liv" | Telling                                                 | Shakur, Mikkelsen, Telling, Nørgaard         | 6:25 |
| 10. | "Vi ejer natten" (featuring Hedegaard & Jon Nørgaard)                                                                   | Telling, Nørgaard                                       | Rasmus Hedegaard, Telling, Nørgaard          | 3:31 |
| 11. | "Fuck hvor er det fedt (at være hip hop'er)" (featuring Kato, A'typisk, Gilli, Ataf, Mass Ebdrup, Kesi & Sivas) (G-Mix) | A'typisk, Mass, Gilli, Kesi, Ataf, Sivas, Kato, Telling | Thomas Vittrup                               | 3:58 |
| 12. | "Har det godt" (Kato edit)                                                                                              | Telling                                                 | Vittrup                                      | 3:32 |
| 13. | "Ingen kender dagen" (featuring Sarah West) (Juul & Oester edit)                                                        | Andrina, Telling                                        | Nexus, Juul & Oester                         | 4:45 |
| 14. | "Champion Pt. II" (featuring Jon Nørgaard)                                                                              | Telling, Nørgaard                                       | Vittrup, Darwich                             | 3:25 |
| 15. | "Første gang er gratis (Kaos 2013)"                                                                                     | Telling                                                 | Thomas Schulz, Simon Gain                    | 3:35 |

## Hitlister

### Album
| Hitliste (2012) | Højeste placering |
| --------------- | ----------------- |
| Danmark         | 17                |

### Singler
| År                                                               | Titel                                       | Højeste placering | Højeste placering | Certificering                          |
| År                                                               | Titel                                       | Download          | Streaming         | Certificering                          |
| ---------------------------------------------------------------- | ------------------------------------------- | ----------------- | ----------------- | -------------------------------------- |
| 2010                                                             | "Champion"                                  | 1                 | 20                | - Guld (download) - Guld (streaming)   |
| 2011                                                             | "Byen sover" (featuring Julie Maria)        | 3                 | 8                 | - Guld (download) - Guld (streaming)   |
| 2012                                                             | "Ingen kender dagen" (featuring Sarah West) | 12                | 14                | - Guld (download) - Platin (streaming) |
| 2012                                                             | "Har det godt"                              | —                 | —                 |                                        |
| 2012                                                             | "Tog det som en mand" (featuring Nastasia)  | 12                | 8                 | - Platin (streaming)                   |
| "—" markerer en udgivelse der ikke opnåede en hitlisteplacering. |                                             |                   |                   |                                        |